# Guido Guidotti Mori
Guido Guidotti Mori (Arezzo, 24 aprile 1877 – Arezzo, 16 marzo 1961) è stato un politico e militare italiano.

## Biografia
Nato ad Arezzo nel 1877 da una famiglia di facoltosi possidenti e imprenditori agricoli, di tradizione monarchica, iniziò giovanissimo la carriera militare, prima alla Scuola militare di Roma e poi all'Accademia militare di Modena. Nel 1896 divenne ufficiale del 6º Reggimento bersaglieri. Nel 1911 tornò ad Arezzo per occuparsi delle attività di famiglia. Durante la prima guerra mondiale riprese servizio nell'esercito, ottenendo il grado di maggiore.
Il 20 aprile 1926 si iscrisse al Partito Nazionale Fascista e nel mese di dicembre venne promosso tenente colonnello. Il 1º gennaio 1927 fu nominato podestà di Arezzo, primo podestà fascista della città dopo la creazione della carica. I suoi principali contributi da podestà si concentrarono soprattutto nell'assestamento della situazione finanziaria comunale e nella regolamentazione urbanistica della città in espansione. Nel 1929 venne approvato il piano regolatore dalla città, poi attuato solo in parte e ridefinito nel 1935. Rassegnò le dimissioni da podestà il 14 aprile 1930.
Durante il periodo fascista, Guidotti Mori rivestì numerose cariche cittadine: presidente provinciale dell'Opera Nazionale Maternità e Infanzia, della locale Croce Rossa Italiana e del Consiglio provinciale dell'economia. Fu anche vice-presidente della Provincia di Arezzo.
Progressivamente iniziò ad allontanarsi dall'ideologia fascista, criticando le leggi razziali e l'entrata in guerra dell'Italia. Nel gennaio 1941 venne chiamato dal prefetto Giuseppe Ristagno a dirigere la sezione alimentazione della provincia di Arezzo (Se.Pr.Al.), che si occupava della delicata questione dei viveri per la popolazione in un periodo di guerra. Come testimonia Antonio Curina, il Guidotti Mori avrebbe favorito dalla sua posizione l'approvvigionamento delle formazioni partigiane della Resistenza, insieme al funzionario Dino Fiorini, nel settembre 1943. Nel mese di ottobre venne arrestato dai fascisti repubblicani e destinato con gli altri prigionieri politici alla deportazione in Germania. Fu però scarcerato il 2 dicembre 1943 dopo un bombardamento della città che distrusse parte degli uffici e delle prigioni; il capo della provincia Bruno Rao Torres predispose la scarcerazione dei prigionieri, sconvolto dalla perdita della moglie in quel bombardamento.
Il 15 agosto 1944 fu nominato dal governo militare anglo-americano prefetto di Arezzo; la nomina portò qualche malumore all'interno del Comitato di Liberazione Nazionale, che non era stato coinvolto nella selezione e che non apprezzava l'idea che il primo prefetto dell'Arezzo democratica coincidesse con il primo podestà fascista. Tale scelta fu tuttavia tollerata, anche in virtù della stima di cui Guidotti Mori godeva in città e del fatto di essere stato imprigionato per avere aiutato i partigiani.
Nel dopoguerra si tenne lontano dalla vita politica, restando fino alla fine di fede monarchica, e si dedicò soprattutto all'agricoltura e alla coltivazione della tenuta di famiglia. Morì ad Arezzo il 16 marzo 1961 all'età di ottantaquattro anni.